# Mula de Sant Feliu de Llobregat
La Mula de Sant Feliu de Llobregat és una peça del bestiari popular català de la ciutat de Sant Feliu de Llobregat, al Baix Llobregat. Forma part del Seguici Popular de la ciutat i la seva colla està formada exclusivament per noies.
El seu origen cal trobar-lo l'any 1987 quan l'Esbart de l'Agrupació Cultural Folklòrica de Sant Feliu de Llobregat va representar el Ball "Festa Berguedana", amb coreografia i direcció de Manel Carpi, en el qual desenvolupava el paper de guita.
El disseny de la Mula és de Manel Carpi i Rosell i l'elaboració amb paper cartró és del ninotaire, Josep Cardona "Nona".
Després d'uns anys d'inactivitat i amb el ressorgir de la Festa de Tardor de la ciutat, l'any 1995 reaparegué de nou com a tercera bèstia de la ciutat després del Drac i la Garsa. El 2005 es va celebrar el X aniversari de la Mula, a Sant Feliu.
L'any 2010, per la Festa de Tardor, s'estrena una nova versió de la Mula, obra de Jaume Coma, que ha estat la que ha sortit al carrer des d'aleshores.
Entre les activitats més representatives organitzades per les “Muleres” trobem el Carnestoltes i la Gimkana de la Fira.